# Desoxyguanosin
Desoxyguanosin (kurz dG oder in DNA-Sequenzen nur G) ist ein Nukleosid und besteht aus der Nukleinbase Guanin und dem Zucker β-D-Desoxyribose.
Desoxyguanosin ist Bestandteil der Desoxyribonukleinsäure (DNA) und bildet dort mit Desoxycytidin ein Basenpaar. Das Analogon mit Ribose ist das Guanosin.

Strukturformel eines G-C-Basenpaars

Es kann zudem die, vor allem für die Telomere bedeutsame Struktur von G-Quadruplexen ausbilden. Dabei liegen vier dG in einer Ebene und sind über Wasserstoffbrückenbindungen verbunden.